# Dinko Grisogono Bortolazzi
Dinko pl. Grisogono Bortolazzi (Bartolačić, Bortolazzi de Grisogono, Grisogono) (Zadar, 20. lipnja 1836. ili 30. srpnja 1836. – Buenos Aires, siječnja 1887.), bio je argentinski liječnik i hrvatski iseljenički djelatnik. Bavio se i književnošću.

## Životopis
Rođen u Zadru staroj zadarskoj plemenitaškoj obitelji koja je imala posjede u nekoliko sela u široj zadarskoj okolici. Otac Antun mu je bio zadarski plemić i časnik u Napoleonovoj vojsci. Mati mu se zvala Ana. Kršteno ime bilo mu je Domeniko, a sam ga je poslije pohrvatio u Dinko, a negdje možemo naći i kroatizirani oblik njegova prezimena, Bortulačić.
U rodnom Zadru završio osnovnu školu i klasičnu gimnaziju. Studirao u Italiji u Padovi. Medicinske znanosti završio je i doktorirao 1861. godine na temi tjelovježbe i njene odgojne primjene, a poslije studija kratko vodio privatnu praksu. U Argentinu se iselio 1870. godine. Argentina je bila njegovo konačno odredište. Do smrti živio je u Buenos Airesu. Obnašao je dužnost voditelja Dječjeg odjela tamošnje Gradske bolnice. U medicini se bavio inovacijama te je izumio više sprava za liječenje poput sprave za pregled grla.
Angažirao se u društvenom, kulturnom i političkom životu. Bio je gradski vijećnik. Vodio je hrvatske iseljenike protuaustrijske orijentacije
Prvo je osnovao Družtvo austro-ugarske uzajamne pomoći 1878. godine, no kako nije bio zadovoljan kako se Austro-Ugarska odnosila prema Slavenima, 1882. godine osnovao je novo društvo. 
Bio je u vodstvu Slavjanskoga društva uzajamne pomoći, kojem je bio jedan od osnivača i prvi predsjednik, te član čitaonice "Spavajući lav". Bio član i jednog talijanskog društva.
Djelovao je i na medijskom polju. Pisao je o hrvatskim temama u talijanskom iseljeničkom listu La Patria Italiana, uz koji su vezani početci novinstva južnoameričkih Hrvata (rubrika "per gli Slavi") i polemizirao s austrijskim Narodnim glasom. Pisao je s južnoslavenstvenih i protuaustrijskih pozicija. Uređivao je prve hrvatske iseljeničke novine, kojima je bio vlasnik. Bio je to mjesečnik Iskra slavjanske slobode, koju je objavljivao od 1883. godine "da uzdrži budnu svijest u Hrvata i Slovjana, koji žive u Južnoj Americi" List je bio utjecajan, prenosio ga je i talijanski tisak, a u Austriji su ga smatrali opasnim pa su sprječavali raspačavanje u domovini te prijenos dalje u Crnu Goru i Rusiju. Dinko Grisogono Bortolazzi spadao je uz imena kao što su Frano Jordan Bučić, Ivan Krstulović, Petar Gašić, Ivan Radeljak, Luka Bobačić Dorić, Ivan Vuković i Miroslav Tartaglia u najistaknutije urednike i novinare hrvatskog iseljeničkog novinstva.
Umro je liječeći pacijenticu koja je bolovala od difterije.

## Odlikovanja
Dobio je odlikovanja Križ Kraljevine Italije i Križ kralja crnogorskog.